# 愛のさかあがり
『愛のさかあがり』（あいのさかあがり）は とり・みきによる日本の漫画作品である。

## 概要
『平凡パンチ』（マガジンハウス発行）に1985年7月29日号から1986年11月24日号まで連載された。なお1980年から1981年にかけて連載されたというのは誤り。
ミキヲちゃんこととり・みきが「愛」を探し求めるためあちこちへ行ったり、さまざまなものと出会ってゆく様を漫画で描く。
それまで週刊漫画誌でギャグ漫画を描いてきた作者が、「生の素材―存在や体験そのものが面白い場合」もあると思い、それを探しに外に出て行きたいという欲求から生まれた作品である。
エッセイから取材・インタビュー、友人の話や読者からのお便りの漫画化などいろいろな要素を含んだ作品となり、作者は後に「作者本人が動き回るエッセイ・コミック」の先駆的作品であったという微小の自負を示している。ただし小松左京からは「ここに来て楽なエッセイ漫画に走るとは何事か」と不興を買い、留守電にて禁足を申し付けられた。また作者がペン入れに油性マーカ―を使用した初めての作品である。
基本1話につき9ページだが、原田知世のインタビュー回や雑誌の企画によるフィリピン旅行の回では増ページとなっている。

## 登場人物
とり・みき
作者にして主人公でもある漫画家。「愛」を求めて様々な所へ足を伸ばす。サングラスがトレードマーク。自らをミキヲちゃんと呼ぶ。
タキタくん
とり・みきの友人で下北沢の本屋の店員である田北鑑生。たびたびとり・みきの漫画作品に登場するキャラクターで、本作では脇役のほか「オジギビト評論家」や「痛さ度判定家」などの役割で登場。情報の提供や原作を務めたりもした。作者曰く「私の分身」であるキャラクター。
鹿野司
とり・みきの友人であるサイエンスライター。ターミネーターに似ているのでタミさんと呼ばれる。日本SF大会へ同行したほか、金縛りについての解説を行った。
米田裕
とり・みきの友人であるイラストレーター。脇役で度々登場する。
品川KID
とり・みきのアシスタント（当時）。ムスッとした口をしている。中盤からは漫画家としての仕事が増えたため、出番がなくなる。なお彼と入れ替わりにアシスタントを務めることとなった唐沢なをきは登場していない。
有野陽一
初代担当。『平凡パンチ』は知らないが『プレイボーイ』は知っているという、小学生の話を載せることを許可している。
及川卓也
2代目担当。他の二人に比べると出番は少ない。
小野寺寛晃
3代目担当。別名：ピロパキ・オノデラ。連載から半年で担当が3人も変わったが、彼が一番担当期間が長い。連載終了後もとり作品の漫画俳優としてたまに登場。
サラリーマン占い師
第1話でミキヲちゃんが探し求めている「愛」だと見破り、彼に導こうとする。また最終回でも登場し……。

## 企画
以下の紹介は読者からの投稿を中心とした企画である。募集用の住所は、連載時はマガジンハウス、単行本化された際はそれぞれ角川書店、筑摩書房のモノに変更されている。
愛のかなしばり
金縛り体験談を紹介。当初は米田裕・岬兄悟・河森正治・出渕裕などとり・みきの近い人物の話だけで終わらそうとしたが、読者からの体験談が編集部に届いたためそれらも紹介することとなった。
街角のオジギビト
工事現場にある看板に描かれたキャラクターを「オジギビト」と名付けて紹介。連載終了後も作者の収集は続けられ、2007年には『街角のオジギビト』を出版した。
イタイ話
痛さが共感できる話を読者から紹介。作者が出演したテレビ朝日系「鶴ちゃんのおもいっきりポコポコ」内でコーナー化され、1991には早川光監督で大映よりオリジナルビデオ化もされた。
ちょっと貧しいイイ話
ちょっと貧しいけれど少しいい話を紹介。作者の思った通りの手紙は少なかったようで、終わりの告知の無いまま立ち消えとなった。模範例として漫画家まついなつきの体験談を載せている。
ご近所のレプリカント
街に存在するマネキン人形をブレードランナーになったつもりで見つけだし紹介する企画。最後は警察官人形を調査していた『月刊NAVI』の武田徹（当時）の話を載せている。

## 書誌情報
これまでに角川書店と筑摩書房から書籍化。表紙の静物デザインは横山宏。
角川書店版
角川版では連載時に当たり前だったことの説明や、作者のつっこみや補足が述べられた註釈が付いている。登場人物との会話や漫画では漏れた読者からのイタイ話やオジギビトの写真も補遺されている。
- 天の巻 ISBN 4-04-852082-2（1987年10月31日初版発行）
  - 書き下ろしカラー漫画「Another Mix Version」や原田知世のメッセージの他、内田春菊、久住昌之、しりあがり寿の寄稿漫画を収録。

- 地の巻 ISBN 4-04-852083-0（1988年4月11日初版発行）
  - 赤瀬川原平の解説「1ミリの違いが見えてくる」を収録。

- 無用の巻 ISBN 4-04-852084-9（1988年9月20日初版発行）
  - 作者のあとがきや田北監生作の4コマ漫画、「NAVI」1987年2月号に掲載された作者・小野寺・武田徹の鼎談記事の再録、山上たつひこの解説「とり・みきの飛行筋」を収録。

ちくま文庫版
- 上 ISBN 4-480-03057-3（1994年7月24日初版発行）
- 下 ISBN 4-480-03058-1（1994年7月24日初版発行）

上巻には夏目房之介の解説「愛はいかにしてさかあがったか?」を、下巻にはとり・みきのあとがきを収録。その代わり角川版にあった企画ページは無くなった。また註釈も削除したため連載時に近い形になっている。
未収録分もあるが文庫化に際して追加はされていない。その一部は短編集『レア・マスタース』に収録されている。